# Okręg Saint-Omer
Okręg Saint-Omer (fr. Arrondissement de Saint-Omer) – okręg w północnej Francji. Populacja wynosi 107 tysięcy.

## Podział administracyjny
W skład okręgu wchodzą następujące kantony:
- Aire-sur-la-Lys,
- Ardres,
- Arques,
- Audruicq,
- Fauquembergues,
- Lumbres,
- Saint-Omer-Nord,
- Saint-Omer-Sud.